# Liste des planètes mineures (529001-530000)
Voici la liste des planètes mineures numérotées de 529001 à 530000. Les planètes mineures sont numérotées lorsque leur orbite est confirmée, ce qui peut parfois se produire longtemps après leur découverte. Elles sont classées ici par leur numéro.

## Planètes mineures 529001 à 530000
- (529001) 2009 HP110
- (529002) 2009 HQ110
- (529003) 2009 HS110
- (529004) 2009 HU110
- (529005) 2009 JE
- (529006) 2009 JV
- (529007) 2009 JQ4
- (529008) 2009 JG7
- (529009) 2009 JV11
- (529010) 2009 JM12
- (529011) 2009 JW12
- (529012) 2009 JX15
- (529013) 2009 JP19
- (529014) 2009 JQ19
- (529015) 2009 KA9
- (529016) 2009 KL10
- (529017) 2009 KY11
- (529018) 2009 KH12
- (529019) 2009 KM12
- (529020) 2009 KA14
- (529021) 2009 KX17
- (529022) 2009 KP18
- (529023) 2009 KJ19
- (529024) 2009 KU19
- (529025) 2009 KE23
- (529026) 2009 KM26
- (529027) 2009 KQ38
- (529028) 2009 LT3
- (529029) 2009 LJ7
- (529030) 2009 ME8
- (529031) 2009 MP10
- (529032) 2009 NA
- (529033) 2009 NQ
- (529034) 2009 OA
- (529035) 2009 OF1
- (529036) 2009 OO5
- (529037) 2009 OB9
- (529038) 2009 OL11
- (529039) 2009 OR13
- (529040) 2009 OT17
- (529041) 2009 OT22
- (529042) 2009 OY22
- (529043) 2009 OL25
- (529044) 2009 OZ25
- (529045) 2009 OB26
- (529046) 2009 OC26
- (529047) 2009 PV
- (529048) 2009 PS1
- (529049) 2009 PJ2
- (529050) 2009 PY2
- (529051) 2009 PK3
- (529052) 2009 PA5
- (529053) 2009 PC6
- (529054) 2009 PQ6
- (529055) 2009 PN10
- (529056) 2009 PO11
- (529057) 2009 PK13
- (529058) 2009 PZ20
- (529059) 2009 PU21
- (529060) 2009 QB5
- (529061) 2009 QJ8
- (529062) 2009 QD11
- (529063) 2009 QM14
- (529064) 2009 QK16
- (529065) 2009 QC19
- (529066) 2009 QN22
- (529067) 2009 QD23
- (529068) 2009 QG23
- (529069) 2009 QF24
- (529070) 2009 QA27
- (529071) 2009 QQ28
- (529072) 2009 QU28
- (529073) 2009 QM30
- (529074) 2009 QH32
- (529075) 2009 QL33
- (529076) 2009 QJ38
- (529077) 2009 QH39
- (529078) 2009 QS39
- (529079) 2009 QF40
- (529080) 2009 QD43
- (529081) 2009 QX45
- (529082) 2009 QX47
- (529083) 2009 QA52
- (529084) 2009 QT52
- (529085) 2009 QT53
- (529086) 2009 QZ53
- (529087) 2009 QR54
- (529088) 2009 QS59
- (529089) 2009 QY62
- (529090) 2009 QD64
- (529091) 2009 RJ4
- (529092) 2009 RR7
- (529093) 2009 RV12
- (529094) 2009 RO13
- (529095) 2009 RS18
- (529096) 2009 RR20
- (529097) 2009 RQ21
- (529098) 2009 RJ23
- (529099) 2009 RG26
- (529100) 2009 RQ29
- (529101) 2009 RA32
- (529102) 2009 RD39
- (529103) 2009 RM39
- (529104) 2009 RQ42
- (529105) 2009 RZ42
- (529106) 2009 RE44
- (529107) 2009 RX44
- (529108) 2009 RT45
- (529109) 2009 RL46
- (529110) 2009 RO47
- (529111) 2009 RP48
- (529112) 2009 RM51
- (529113) 2009 RX52
- (529114) 2009 RH58
- (529115) 2009 RX60
- (529116) 2009 RC72
- (529117) 2009 RF73
- (529118) 2009 RT74
- (529119) 2009 RE75
- (529120) 2009 RN75
- (529121) 2009 SV1
- (529122) 2009 SU4
- (529123) 2009 SJ11
- (529124) 2009 SC12
- (529125) 2009 SC16
- (529126) 2009 SP18
- (529127) 2009 SJ21
- (529128) 2009 SN22
- (529129) 2009 SS26
- (529130) 2009 SU26
- (529131) 2009 SD33
- (529132) 2009 SP34
- (529133) 2009 SV34
- (529134) 2009 SP37
- (529135) 2009 SZ37
- (529136) 2009 SR40
- (529137) 2009 SE43
- (529138) 2009 SN48
- (529139) 2009 SH50
- (529140) 2009 SN52
- (529141) 2009 SE53
- (529142) 2009 SA57
- (529143) 2009 SD57
- (529144) 2009 SA59
- (529145) 2009 SG67
- (529146) 2009 SP71
- (529147) 2009 ST71
- (529148) 2009 SD72
- (529149) 2009 SF75
- (529150) 2009 SY75
- (529151) 2009 SJ81
- (529152) 2009 SG98
- (529153) 2009 SY99
- (529154) 2009 SC103
- (529155) 2009 SE105
- (529156) 2009 SX112
- (529157) 2009 SJ114
- (529158) 2009 SB115
- (529159) 2009 SO118
- (529160) 2009 SV118
- (529161) 2009 SW121
- (529162) 2009 SD122
- (529163) 2009 SW122
- (529164) 2009 SA126
- (529165) 2009 SJ127
- (529166) 2009 SF129
- (529167) 2009 SK129
- (529168) 2009 SZ129
- (529169) 2009 SW134
- (529170) 2009 SA137
- (529171) 2009 SW139
- (529172) 2009 SM148
- (529173) 2009 SE150
- (529174) 2009 SF150
- (529175) 2009 SN151
- (529176) 2009 SM158
- (529177) 2009 SK160
- (529178) 2009 SS161
- (529179) 2009 SM164
- (529180) 2009 SQ166
- (529181) 2009 SH171
- (529182) 2009 SD188
- (529183) 2009 SF188
- (529184) 2009 SC192
- (529185) 2009 SZ196
- (529186) 2009 SN199
- (529187) 2009 SA205
- (529188) 2009 SF208
- (529189) 2009 SA209
- (529190) 2009 SB209
- (529191) 2009 SM212
- (529192) 2009 SS215
- (529193) 2009 SS224
- (529194) 2009 SA235
- (529195) 2009 SE235
- (529196) 2009 SK241
- (529197) 2009 SS243
- (529198) 2009 ST248
- (529199) 2009 SX250
- (529200) 2009 SG262
- (529201) 2009 SB267
- (529202) 2009 SB269
- (529203) 2009 SS269
- (529204) 2009 SC276
- (529205) 2009 SW279
- (529206) 2009 SJ280
- (529207) 2009 SA288
- (529208) 2009 SF288
- (529209) 2009 SO288
- (529210) 2009 SP291
- (529211) 2009 SX301
- (529212) 2009 SO304
- (529213) 2009 SU311
- (529214) 2009 SC312
- (529215) 2009 SW324
- (529216) 2009 SZ327
- (529217) 2009 SS330
- (529218) 2009 SE333
- (529219) 2009 SU334
- (529220) 2009 SL338
- (529221) 2009 SE341
- (529222) 2009 SL345
- (529223) 2009 SM345
- (529224) 2009 ST349
- (529225) 2009 SP351
- (529226) 2009 SU352
- (529227) 2009 SV352
- (529228) 2009 SR357
- (529229) 2009 SY359
- (529230) 2009 SD369
- (529231) 2009 SJ370
- (529232) 2009 SK370
- (529233) 2009 SN370
- (529234) 2009 SB371
- (529235) 2009 SG371
- (529236) 2009 SP371
- (529237) 2009 SG372
- (529238) 2009 SM372
- (529239) 2009 SP372
- (529240) 2009 TC6
- (529241) 2009 TL7
- (529242) 2009 TM9
- (529243) 2009 TJ14
- (529244) 2009 TX15
- (529245) 2009 TQ18
- (529246) 2009 TM20
- (529247) 2009 TC21
- (529248) 2009 TF22
- (529249) 2009 TX23
- (529250) 2009 TL26
- (529251) 2009 TP26
- (529252) 2009 TW26
- (529253) 2009 TQ30
- (529254) 2009 TU35
- (529255) 2009 TA45
- (529256) 2009 TN47
- (529257) 2009 TW49
- (529258) 2009 US5
- (529259) 2009 UG12
- (529260) 2009 UT15
- (529261) 2009 UB16
- (529262) 2009 UG25
- (529263) 2009 UK27
- (529264) 2009 UU29
- (529265) 2009 US35
- (529266) 2009 UX35
- (529267) 2009 UB39
- (529268) 2009 UF39
- (529269) 2009 UW39
- (529270) 2009 UG40
- (529271) 2009 UQ42
- (529272) 2009 UA45
- (529273) 2009 UV47
- (529274) 2009 UM49
- (529275) 2009 UN61
- (529276) 2009 UN66
- (529277) 2009 UM72
- (529278) 2009 UQ73
- (529279) 2009 UD74
- (529280) 2009 UU74
- (529281) 2009 UT83
- (529282) 2009 UB89
- (529283) 2009 US91
- (529284) 2009 UX93
- (529285) 2009 UY95
- (529286) 2009 UB97
- (529287) 2009 UC101
- (529288) 2009 UE103
- (529289) 2009 UY103
- (529290) 2009 UW110
- (529291) 2009 UA111
- (529292) 2009 UY111
- (529293) 2009 UZ111
- (529294) 2009 UG112
- (529295) 2009 UT117
- (529296) 2009 UV120
- (529297) 2009 UJ121
- (529298) 2009 UE125
- (529299) 2009 UY126
- (529300) 2009 UP127
- (529301) 2009 UY129
- (529302) 2009 UB133
- (529303) 2009 US135
- (529304) 2009 UY135
- (529305) 2009 UL137
- (529306) 2009 UC138
- (529307) 2009 UE146
- (529308) 2009 UE147
- (529309) 2009 UA148
- (529310) 2009 UQ148
- (529311) 2009 UW152
- (529312) 2009 UF159
- (529313) 2009 UM159
- (529314) 2009 UJ160
- (529315) 2009 UL160
- (529316) 2009 UT160
- (529317) 2009 VF2
- (529318) 2009 VK2
- (529319) 2009 VT4
- (529320) 2009 VO8
- (529321) 2009 VR14
- (529322) 2009 VA16
- (529323) 2009 VV16
- (529324) 2009 VG27
- (529325) 2009 VN28
- (529326) 2009 VX28
- (529327) 2009 VS34
- (529328) 2009 VE38
- (529329) 2009 VG39
- (529330) 2009 VR50
- (529331) 2009 VY54
- (529332) 2009 VK55
- (529333) 2009 VL55
- (529334) 2009 VT59
- (529335) 2009 VF61
- (529336) 2009 VL61
- (529337) 2009 VF64
- (529338) 2009 VV64
- (529339) 2009 VV68
- (529340) 2009 VZ72
- (529341) 2009 VD75
- (529342) 2009 VW76
- (529343) 2009 VJ77
- (529344) 2009 VO77
- (529345) 2009 VA78
- (529346) 2009 VJ79
- (529347) 2009 VL79
- (529348) 2009 VY81
- (529349) 2009 VE90
- (529350) 2009 VC92
- (529351) 2009 VP95
- (529352) 2009 VN96
- (529353) 2009 VR102
- (529354) 2009 VC103
- (529355) 2009 VV106
- (529356) 2009 VX106
- (529357) 2009 VA108
- (529358) 2009 VF111
- (529359) 2009 VW111
- (529360) 2009 VN114
- (529361) 2009 VS115
- (529362) 2009 VF116
- (529363) 2009 VA119
- (529364) 2009 VF119
- (529365) 2009 VO119
- (529366) 2009 WM1
- (529367) 2009 WR12
- (529368) 2009 WD15
- (529369) 2009 WC28
- (529370) 2009 WQ30
- (529371) 2009 WL31
- (529372) 2009 WE36
- (529373) 2009 WA41
- (529374) 2009 WT41
- (529375) 2009 WH45
- (529376) 2009 WC47
- (529377) 2009 WT47
- (529378) 2009 WR56
- (529379) 2009 WZ57
- (529380) 2009 WQ58
- (529381) 2009 WN66
- (529382) 2009 WL69
- (529383) 2009 WP69
- (529384) 2009 WZ71
- (529385) 2009 WM74
- (529386) 2009 WQ74
- (529387) 2009 WY76
- (529388) 2009 WN78
- (529389) 2009 WY79
- (529390) 2009 WH84
- (529391) 2009 WD85
- (529392) 2009 WN87
- (529393) 2009 WC89
- (529394) 2009 WO89
- (529395) 2009 WH94
- (529396) 2009 WK95
- (529397) 2009 WK101
- (529398) 2009 WJ103
- (529399) 2009 WD116
- (529400) 2009 WX118
- (529401) 2009 WQ121
- (529402) 2009 WM124
- (529403) 2009 WO126
- (529404) 2009 WC134
- (529405) 2009 WF142
- (529406) 2009 WJ142
- (529407) 2009 WA147
- (529408) 2009 WG157
- (529409) 2009 WE161
- (529410) 2009 WG164
- (529411) 2009 WZ171
- (529412) 2009 WA177
- (529413) 2009 WX178
- (529414) 2009 WW179
- (529415) 2009 WA186
- (529416) 2009 WD189
- (529417) 2009 WB191
- (529418) 2009 WP196
- (529419) 2009 WH198
- (529420) 2009 WA199
- (529421) 2009 WK203
- (529422) 2009 WE216
- (529423) 2009 WF217
- (529424) 2009 WH225
- (529425) 2009 WF233
- (529426) 2009 WS239
- (529427) 2009 WT243
- (529428) 2009 WK250
- (529429) 2009 WA261
- (529430) 2009 WP270
- (529431) 2009 WS270
- (529432) 2009 XM1
- (529433) 2009 XV11
- (529434) 2009 XD16
- (529435) 2009 XV16
- (529436) 2009 XX21
- (529437) 2009 XJ23
- (529438) 2009 YN1
- (529439) 2009 YA9
- (529440) 2009 YD13
- (529441) 2009 YU14
- (529442) 2009 YZ14
- (529443) 2009 YG15
- (529444) 2009 YM16
- (529445) 2009 YV16
- (529446) 2009 YA23
- (529447) 2009 YG25
- (529448) 2009 YK26
- (529449) 2009 YO26
- (529450) 2010 AK
- (529451) 2010 AJ4
- (529452) 2010 AR24
- (529453) 2010 AU27
- (529454) 2010 AG31
- (529455) 2010 AQ34
- (529456) 2010 AN39
- (529457) 2010 AD40
- (529458) 2010 AL43
- (529459) 2010 AA53
- (529460) 2010 AT53
- (529461) 2010 AX54
- (529462) 2010 AY54
- (529463) 2010 AC55
- (529464) 2010 AW60
- (529465) 2010 AZ60
- (529466) 2010 AD64
- (529467) 2010 AF66
- (529468) 2010 AJ74
- (529469) 2010 AQ77
- (529470) 2010 AN92
- (529471) 2010 AW92
- (529472) 2010 AC102
- (529473) 2010 AE102
- (529474) 2010 AL106
- (529475) 2010 AG107
- (529476) 2010 AC115
- (529477) 2010 AJ116
- (529478) 2010 AL118
- (529479) 2010 AE119
- (529480) 2010 AR120
- (529481) 2010 AT121
- (529482) 2010 AH128
- (529483) 2010 AZ140
- (529484) 2010 AA141
- (529485) 2010 AE144
- (529486) 2010 AF144
- (529487) 2010 BX5
- (529488) 2010 BX9
- (529489) 2010 BO13
- (529490) 2010 BS14
- (529491) 2010 BT22
- (529492) 2010 BH29
- (529493) 2010 BM29
- (529494) 2010 BX31
- (529495) 2010 BC33
- (529496) 2010 BP33
- (529497) 2010 BX50
- (529498) 2010 BE55
- (529499) 2010 BH67
- (529500) 2010 BW74
- (529501) 2010 BF79
- (529502) 2010 BB81
- (529503) 2010 BQ82
- (529504) 2010 BC94
- (529505) 2010 BO95
- (529506) 2010 BX95
- (529507) 2010 BO97
- (529508) 2010 BD100
- (529509) 2010 BG101
- (529510) 2010 BU106
- (529511) 2010 BY106
- (529512) 2010 BP114
- (529513) 2010 CH5
- (529514) 2010 CY31
- (529515) 2010 CS36
- (529516) 2010 CK39
- (529517) 2010 CA51
- (529518) 2010 CL64
- (529519) 2010 CY69
- (529520) 2010 CR74
- (529521) 2010 CC86
- (529522) 2010 CW86
- (529523) 2010 CO91
- (529524) 2010 CV95
- (529525) 2010 CG98
- (529526) 2010 CN108
- (529527) 2010 CK131
- (529528) 2010 CR141
- (529529) 2010 CG145
- (529530) 2010 CF152
- (529531) 2010 CL154
- (529532) 2010 CS155
- (529533) 2010 CL158
- (529534) 2010 CR167
- (529535) 2010 CA169
- (529536) 2010 CH171
- (529537) 2010 CM171
- (529538) 2010 CA172
- (529539) 2010 CX180
- (529540) 2010 CH183
- (529541) 2010 CL185
- (529542) 2010 CK188
- (529543) 2010 CN194
- (529544) 2010 CO197
- (529545) 2010 CY222
- (529546) 2010 CB227
- (529547) 2010 CF227
- (529548) 2010 CB233
- (529549) 2010 CZ240
- (529550) 2010 CC243
- (529551) 2010 CH252
- (529552) 2010 CJ252
- (529553) 2010 DH4
- (529554) 2010 DJ15
- (529555) 2010 DX18
- (529556) 2010 DS24
- (529557) 2010 DK27
- (529558) 2010 DE43
- (529559) 2010 DK44
- (529560) 2010 DP45
- (529561) 2010 DB49
- (529562) 2010 DZ49
- (529563) 2010 DD50
- (529564) 2010 DL54
- (529565) 2010 DS57
- (529566) 2010 DW57
- (529567) 2010 DB69
- (529568) 2010 DQ74
- (529569) 2010 DZ75
- (529570) 2010 DV77
- (529571) 2010 DR87
- (529572) 2010 DB94
- (529573) 2010 EU5
- (529574) 2010 EQ7
- (529575) 2010 EB18
- (529576) 2010 ER18
- (529577) 2010 EA34
- (529578) 2010 EN37
- (529579) 2010 EH38
- (529580) 2010 EV67
- (529581) 2010 EG78
- (529582) 2010 EB87
- (529583) 2010 EY96
- (529584) 2010 EG119
- (529585) 2010 EJ126
- (529586) 2010 EX126
- (529587) 2010 EY134
- (529588) 2010 EL135
- (529589) 2010 EO143
- (529590) 2010 EX147
- (529591) 2010 EO151
- (529592) 2010 EJ168
- (529593) 2010 EA169
- (529594) 2010 EU172
- (529595) 2010 EL173
- (529596) 2010 EN173
- (529597) 2010 EO173
- (529598) 2010 FY12
- (529599) 2010 FG26
- (529600) 2010 FE32
- (529601) 2010 FY39
- (529602) 2010 FZ39
- (529603) 2010 FW51
- (529604) 2010 FM60
- (529605) 2010 FP66
- (529606) 2010 FP77
- (529607) 2010 FA82
- (529608) 2010 FJ92
- (529609) 2010 FK117
- (529610) 2010 FY122
- (529611) 2010 FE123
- (529612) 2010 FF123
- (529613) 2010 GQ10
- (529614) 2010 GM13
- (529615) 2010 GJ17
- (529616) 2010 GA20
- (529617) 2010 GX29
- (529618) 2010 GB48
- (529619) 2010 GH48
- (529620) 2010 GA50
- (529621) 2010 GX50
- (529622) 2010 GJ76
- (529623) 2010 GO91
- (529624) 2010 GF92
- (529625) 2010 GT100
- (529626) 2010 GJ115
- (529627) 2010 GA118
- (529628) 2010 GR150
- (529629) 2010 GU158
- (529630) 2010 GW158
- (529631) 2010 GY158
- (529632) 2010 GS163
- (529633) 2010 GG176
- (529634) 2010 GR176
- (529635) 2010 GW176
- (529636) 2010 GY176
- (529637) 2010 HK5
- (529638) 2010 HP5
- (529639) 2010 HZ9
- (529640) 2010 HS14
- (529641) 2010 HY20
- (529642) 2010 HR36
- (529643) 2010 HV46
- (529644) 2010 HF50
- (529645) 2010 HL53
- (529646) 2010 HL55
- (529647) 2010 HQ55
- (529648) 2010 HQ62
- (529649) 2010 HK76
- (529650) 2010 HU80
- (529651) 2010 HX83
- (529652) 2010 HO85
- (529653) 2010 HM87
- (529654) 2010 HC88
- (529655) 2010 HN89
- (529656) 2010 HQ90
- (529657) 2010 HF92
- (529658) 2010 HE94
- (529659) 2010 HR97
- (529660) 2010 HJ98
- (529661) 2010 HM99
- (529662) 2010 HU105
- (529663) 2010 HS107
- (529664) 2010 HA111
- (529665) 2010 JX2
- (529666) 2010 JK5
- (529667) 2010 JT23
- (529668) 2010 JL33
- (529669) 2010 JC34
- (529670) 2010 JT34
- (529671) 2010 JD35
- (529672) 2010 JU49
- (529673) 2010 JW63
- (529674) 2010 JG75
- (529675) 2010 JV75
- (529676) 2010 JN79
- (529677) 2010 JS87
- (529678) 2010 JL100
- (529679) 2010 JX101
- (529680) 2010 JU105
- (529681) 2010 JM112
- (529682) 2010 JN124
- (529683) 2010 JA126
- (529684) 2010 JW130
- (529685) 2010 JS135
- (529686) 2010 JJ138
- (529687) 2010 JV140
- (529688) 2010 JX145
- (529689) 2010 JF146
- (529690) 2010 JB155
- (529691) 2010 JM176
- (529692) 2010 KO6
- (529693) 2010 KT8
- (529694) 2010 KW9
- (529695) 2010 KC14
- (529696) 2010 KU17
- (529697) 2010 KR20
- (529698) 2010 KP29
- (529699) 2010 KY29
- (529700) 2010 KN32
- (529701) 2010 KR46
- (529702) 2010 KU48
- (529703) 2010 KQ55
- (529704) 2010 KV65
- (529705) 2010 KQ66
- (529706) 2010 KN69
- (529707) 2010 KH78
- (529708) 2010 KG83
- (529709) 2010 KX88
- (529710) 2010 KR90
- (529711) 2010 KQ98
- (529712) 2010 KZ98
- (529713) 2010 KN99
- (529714) 2010 KP111
- (529715) 2010 KL119
- (529716) 2010 KY123
- (529717) 2010 KG126
- (529718) 2010 KY127
- (529719) 2010 LU13
- (529720) 2010 LM14
- (529721) 2010 LV21
- (529722) 2010 LA22
- (529723) 2010 LG27
- (529724) 2010 LR29
- (529725) 2010 LF37
- (529726) 2010 LD39
- (529727) 2010 LC44
- (529728) 2010 LM44
- (529729) Xida
- (529730) 2010 LE48
- (529731) 2010 LY48
- (529732) 2010 LX50
- (529733) 2010 LK52
- (529734) 2010 LO52
- (529735) 2010 LN57
- (529736) 2010 LY60
- (529737) 2010 LT70
- (529738) 2010 LS81
- (529739) 2010 LC88
- (529740) 2010 LP88
- (529741) 2010 LO93
- (529742) 2010 LF102
- (529743) 2010 LT103
- (529744) 2010 LE113
- (529745) 2010 LJ121
- (529746) 2010 LP123
- (529747) 2010 LS123
- (529748) 2010 LP126
- (529749) 2010 LT126
- (529750) 2010 LA129
- (529751) 2010 LC130
- (529752) 2010 MR
- (529753) 2010 MF1
- (529754) 2010 MK4
- (529755) 2010 MJ14
- (529756) 2010 MG15
- (529757) 2010 MX15
- (529758) 2010 MG23
- (529759) 2010 ML35
- (529760) 2010 MC42
- (529761) 2010 ML44
- (529762) 2010 MS45
- (529763) 2010 MG50
- (529764) 2010 MM50
- (529765) 2010 ML54
- (529766) 2010 MS56
- (529767) 2010 MS58
- (529768) 2010 ME70
- (529769) 2010 MY70
- (529770) 2010 MJ76
- (529771) 2010 MZ76
- (529772) 2010 ML85
- (529773) 2010 MY96
- (529774) 2010 MT97
- (529775) 2010 MX98
- (529776) 2010 MP100
- (529777) 2010 MS109
- (529778) 2010 MZ110
- (529779) 2010 MM113
- (529780) 2010 MQ116
- (529781) 2010 NX
- (529782) 2010 NY9
- (529783) 2010 NP36
- (529784) 2010 NK70
- (529785) 2010 ND77
- (529786) 2010 NB79
- (529787) 2010 NR84
- (529788) 2010 NS101
- (529789) 2010 NW106
- (529790) 2010 NP118
- (529791) 2010 OX5
- (529792) 2010 OD6
- (529793) 2010 OO9
- (529794) 2010 OA10
- (529795) 2010 OZ14
- (529796) 2010 OC17
- (529797) 2010 OA19
- (529798) 2010 OM20
- (529799) 2010 OD26
- (529800) 2010 OF29
- (529801) 2010 OL30
- (529802) 2010 OP39
- (529803) 2010 OU39
- (529804) 2010 OW40
- (529805) 2010 ON54
- (529806) 2010 OM65
- (529807) 2010 OS75
- (529808) 2010 OB79
- (529809) 2010 OS79
- (529810) 2010 OO81
- (529811) 2010 OG83
- (529812) 2010 OV94
- (529813) 2010 OU101
- (529814) 2010 OK113
- (529815) 2010 PG17
- (529816) 2010 PB24
- (529817) 2010 PN50
- (529818) 2010 PE58
- (529819) 2010 PM58
- (529820) 2010 PR60
- (529821) 2010 PH63
- (529822) 2010 PQ73
- (529823) 2010 PP81
- (529824) 2010 QJ
- (529825) 2010 QE4
- (529826) 2010 RR2
- (529827) 2010 RK21
- (529828) Jinhuayizhong
- (529829) 2010 RE37
- (529830) 2010 RO44
- (529831) 2010 RQ47
- (529832) 2010 RV47
- (529833) 2010 RH48
- (529834) 2010 RC52
- (529835) 2010 RB55
- (529836) 2010 RX64
- (529837) 2010 RQ68
- (529838) 2010 RL69
- (529839) 2010 RS70
- (529840) 2010 RY78
- (529841) 2010 RL79
- (529842) 2010 RO79
- (529843) 2010 RV79
- (529844) 2010 RR98
- (529845) 2010 RM99
- (529846) 2010 RD100
- (529847) 2010 RB104
- (529848) 2010 RX108
- (529849) 2010 RZ108
- (529850) 2010 RK112
- (529851) 2010 RM112
- (529852) 2010 RO112
- (529853) 2010 RB118
- (529854) 2010 RV123
- (529855) 2010 RR125
- (529856) 2010 RV125
- (529857) 2010 RC126
- (529858) 2010 RK133
- (529859) 2010 RX134
- (529860) 2010 RD136
- (529861) 2010 RD141
- (529862) 2010 RP143
- (529863) 2010 RB145
- (529864) 2010 RE152
- (529865) 2010 RN156
- (529866) 2010 RK164
- (529867) 2010 RE166
- (529868) 2010 RZ171
- (529869) 2010 RS174
- (529870) 2010 RU175
- (529871) 2010 RE181
- (529872) 2010 RN189
- (529873) 2010 RU189
- (529874) 2010 RZ189
- (529875) 2010 RA190
- (529876) 2010 RB190
- (529877) 2010 SO4
- (529878) 2010 SS6
- (529879) 2010 SN10
- (529880) 2010 SB15
- (529881) 2010 SV25
- (529882) 2010 SS27
- (529883) 2010 SL28
- (529884) 2010 SZ31
- (529885) 2010 SW34
- (529886) 2010 SX34
- (529887) 2010 SK35
- (529888) 2010 SD38
- (529889) 2010 SY44
- (529890) 2010 SE45
- (529891) 2010 SG45
- (529892) 2010 TT2
- (529893) 2010 TG4
- (529894) 2010 TM10
- (529895) 2010 TX14
- (529896) 2010 TP16
- (529897) 2010 TY18
- (529898) 2010 TD24
- (529899) 2010 TC26
- (529900) 2010 TR30
- (529901) 2010 TT31
- (529902) 2010 TK38
- (529903) 2010 TD42
- (529904) 2010 TL45
- (529905) 2010 TY55
- (529906) 2010 TY56
- (529907) 2010 TY63
- (529908) 2010 TL65
- (529909) 2010 TE69
- (529910) 2010 TJ69
- (529911) 2010 TC81
- (529912) 2010 TL93
- (529913) 2010 TK97
- (529914) 2010 TV97
- (529915) 2010 TZ97
- (529916) 2010 TJ99
- (529917) 2010 TA107
- (529918) 2010 TM109
- (529919) 2010 TY109
- (529920) 2010 TL117
- (529921) 2010 TN119
- (529922) 2010 TD131
- (529923) 2010 TZ144
- (529924) 2010 TD146
- (529925) 2010 TT148
- (529926) 2010 TO149
- (529927) 2010 TD152
- (529928) 2010 TP166
- (529929) 2010 TX167
- (529930) 2010 TB171
- (529931) 2010 TX171
- (529932) 2010 TO172
- (529933) 2010 TO174
- (529934) 2010 TP175
- (529935) 2010 TE176
- (529936) 2010 TP176
- (529937) 2010 TF177
- (529938) 2010 TM182
- (529939) 2010 TU191
- (529940) 2010 TB192
- (529941) 2010 TK193
- (529942) 2010 TL193
- (529943) 2010 TM193
- (529944) 2010 TS194
- (529945) 2010 TX194
- (529946) 2010 TY194
- (529947) 2010 TZ194
- (529948) 2010 TM195
- (529949) 2010 TN195
- (529950) 2010 TP195
- (529951) 2010 UD
- (529952) 2010 US12
- (529953) 2010 UG17
- (529954) 2010 UJ25
- (529955) 2010 UH26
- (529956) 2010 UX45
- (529957) 2010 UB52
- (529958) 2010 US55
- (529959) 2010 UP56
- (529960) 2010 UD60
- (529961) 2010 UV65
- (529962) 2010 UW71
- (529963) 2010 UC74
- (529964) 2010 UF76
- (529965) 2010 UY76
- (529966) 2010 UF77
- (529967) 2010 UP77
- (529968) 2010 UO86
- (529969) 2010 UF92
- (529970) 2010 UD96
- (529971) 2010 UJ97
- (529972) 2010 UR98
- (529973) 2010 UK103
- (529974) 2010 UJ107
- (529975) 2010 UN107
- (529976) 2010 UV108
- (529977) 2010 UA109
- (529978) 2010 UJ109
- (529979) 2010 UQ110
- (529980) 2010 UR110
- (529981) 2010 VB12
- (529982) 2010 VF12
- (529983) 2010 VS12
- (529984) 2010 VH14
- (529985) 2010 VM24
- (529986) 2010 VS24
- (529987) 2010 VM27
- (529988) 2010 VO33
- (529989) 2010 VB34
- (529990) 2010 VC34
- (529991) 2010 VB42
- (529992) 2010 VY45
- (529993) 2010 VH46
- (529994) 2010 VZ47
- (529995) 2010 VD48
- (529996) 2010 VO52
- (529997) 2010 VW54
- (529998) 2010 VM59
- (529999) 2010 VJ65
- (530000) 2010 VH70